# 밥 버치
밥 버치(영어: Bob Birch, 1956년 7월 14일 ~ 2012년 8월 15일)는 미국의 베이시스트이다.

## 이력
밥 버치는 웨인 주립 대학교에서 공연(performance)과 교육학을 전공했으며, 졸업 후 음악 교사로 일했다. 그러나 이에 큰 흥미를 느끼지 못했고, 1981년 로스앤젤레스로 떠나 대중음악에 입문했다.
밥 버치는 지역 밴드에서 소규모 공연을 하고 재즈 피아니스트의 보조 연주를 하는 등 무명으로 활동하다가, 1985년에 레코드사의 음반작업에 정식으로 참여하게 되었다. 같은 해에, 그는 오랜 음악 동료가 되는 키보디스트 가이 바빌론을 만나기도 했다. 밥 버치는 가이 바빌론과 음악 작업을 함께하다가, 1988년 그의 추천으로 마크 애슈턴(Mark Ashton)의 밴드에 들어갔다. 당시 마크 애슈턴의 밴드에는 더 후의 객원 드러머로 유명했던 잭 스타키도 함께했지만, 밴드는 상업적으로 성공하지 못했다.
다음으로 가이 바빌론은 밥 버치를 엘튼 존 밴드의 구성원 데이비 존스톤에게 소개했고, 밥 버치는 1991년 엘튼 존 밴드에 합류해 베이스 기타와 코러스를 맡게 된다.

## 사망
밥 버치는 2012년 8월 15일 사망했는데, 로스앤젤레스경찰 검시소장에 따르면 그의 시신은 새벽 1시경 로스앤젤레스 샌퍼넌도밸리의 자택 인근에서 머리에 총상을 입은 채 발견됐다.
그의 장례식은 다음날 8월 16일에 열렸으며, 장례식에는 엘튼 존과 밴드 구성원들 뿐 아니라 빌리 조엘 등 동료 음악가들도 참석했다. 엘튼 존은 다음과 같이 애도했다.
| “ | 저의 음악적 동료이자 친구인 밥 버치를 잃게 되어 충격과 절망감을 금할 수 없습니다. 아내 미셸과 아들 조너선을 포함한 그의 가족들에 깊은 조의를 표합니다. 저에게 밥은 가족이나 다름 없었습니다. 그는 20년 동안 저의 밴드에 있었고, 우리는 1400회가 넘는 콘서트를 함께했습니다. 그는 제가 함께 작업해 왔던 가장 위대한 음악가 중 하나였으며, 그는 지금까지 함께해 오면서 연주 뿐 아니라 노래에서도 단 한번의 실수도 한 적이 없는 사람입니다. 이 죽음이 얼마나 비극적인지, 그리고 제가 얼마나 그를 사랑했는지는 말로 설명할 수가 없습니다. 삼가 고인의 명복을 빕니다. | ” |
|   | — 엘튼 존 |   |